# إتوري سيلا
إتوري سيلا (و. 1913 – 2004 م) هو ممثل، ومخرج أفلام، وممثل أفلام سويسري، ولد في زيورخ، توفي في بروتن، عن عمر يناهز 91 عاماً.

## وصلات خارجية
- إتوري سيلا على موقع IMDb (الإنجليزية)
- إتوري سيلا على موقع ألو سيني (الفرنسية)
- إتوري سيلا على موقع أول موفي (الإنجليزية)
- إتوري سيلا على موقع قاعدة بيانات الأفلام السويدية (السويدية)
- إتوري سيلا على موقع قاعدة بيانات الفيلم (الإنجليزية)
- إتوري سيلا على موقع كينوبويسك (الروسية)